# Lahawarthakari
Lahawarthakari – gaun wikas samiti w środkowej części Nepalu w strefie Narajani w dystrykcie Parsa. Według nepalskiego spisu powszechnego z 2001 roku liczył on 491 gospodarstw domowych i 3338 mieszkańców (1557 kobiet i 1781 mężczyzn).